# 劉國珍
劉國珍（1875年—？年），字頌超，一字仲昭，廣東省廣州府南海縣人，宣統二年工科進士，曾留學愛丁堡大學學習工科建築。

## 生平
宣統二年(1910年)九月二日，內閣奉上諭：劉國珍著賞給工科進士。
宣統三年(1911年)，授職翰林院編修。
民國2-3年（1913-1914年）間，任廣三鐵路工程師。
民國7年（1918年）2月21日，派充交通部鐵路技術委員會會員。本年任漢粵川鐵路工程司，授六等文虎章。
民國18年（1929年）8月19日，任鐵道部技士 。
民國19年（1930年）10月20日，呈懇辭職鐵道部技士 。
民國25年（1936年），由滬杭甬鐵路曹甬工務段正工程司，調任杭甬工務段正工程司